# Playdurizm
Playdurizm (bra: Desejo e Obsessão) é um filme checo de 2020 dirigido por Gem Deger. Teve sua estreia mundial em 2020 no Lausanne Underground Film Festival. No Brasil, foi lançado pela Elite Filmes em formato digital em 26 de setembro de 2023. Antes foi apresentado em 2021 no Fantaspoa e no Cinefantasy.

## Sinopse
O filme segue a história de um adolescente que está preso em uma realidade paralela com seu ídolo favorito.

## Elenco
- Austin Chunn como Andrew
- Gem Deger como Demir
- Issy Stewart como Drew

## Recepção
Ticiano Osório, da GaúchaZH listou como um dos seus filmes favoritos do Fantaspoa 2021. Em sua crítica para o Screen Anarchy, Andrew Mack disse que o filme é uma "estreia não convencional, escrito, dirigido e estrelado por Deger. (...) Pequeno em conceito e ousado em cores e estilo, Deger fez seu filme do jeito que ele queria, não para agradar ninguém além de si mesmo. (...) Estou definitivamente curioso para ver o que esse jovem cineasta vai fazer a seguir."
No CBR, Cass Clarke disse que "Playdurizm desenrola seu mistério devastador lentamente com quantidades alegres de reviravoltas macabras e muita confiança em cores techno." No Scared Sheepless, Caitlyn Downs avaliou com 4/5 de sua nota dizendo que é "ferozmente original, mesmo quando homenageando alguns dos maiores sucessos do gênero de terror (...) se destaca como uma experiência única e comovente que merece ser vista."